# Panzer-Division Holstein
La Panzer-Division Holstein (divisione corazzata Holstein) fu una formazione corazzata tedesca della seconda guerra mondiale creata nel febbraio 1945 e usata per ricostituire la 18. Panzergrenadier-Division un mese dopo.

## Storia
La Panzer-Division Holstein venne creata il 1º febbraio 1945 con elementi della 233. Reserve-Panzer-Division. Nove giorni dopo le venne aggregato il 44º battaglione corazzato e all'inizio di marzo era in seno alla 3ª armata corazzata a Starogard Gdański, in Pomerania, per combattere l'Armata Rossa da cui però venne accerchiata. Riuscì a liberarsi e a raggiungere Stettino quindi venne riposizionata sul fiume Oder a Kostrzyn nad Odrą.
Dopo essere stata quasi completamente distrutta dai sovietici nella metà di marzo, la divisione incorporò i resti della Panzer-Division Schlesien (a sua volta nata il 20 febbraio 1945 con il nome di Panzer-Division Döberitz e posta al comando del colonnello Ernst Wellmann) e venne assorbita nella ricostituita 18. Panzergrenadier-Division alla fine del mese mentre il comando servì a creare la Panzer-Division Clausewitz. Nella notte del 22 aprile 1945 i resti della Panzer-Division Holstein vennero utilizzati a Casekow dove vennero completamente annientati dall'Armata Rossa.

## Ordine di battaglia
- Stab (quartier generale)
- 44. Panzer-Abteilung (44º battaglione corazzato)
- 139. Panzergrenadier-Regiment (139º reggimento panzergrenadier)
- 142. Panzergrenadier-Regiment
- 44. Panzer-Aufklärungs-Abteilung (44º battaglione ricognizione corazzato)
- 144. Panzerjäger-Abteilung (144º battaglione anticarro - mai costituito)
- 144. Panzer-Artillerie-Regiment (144º reggimento artiglieria corazzato - in costituzione, non raggiunse la divisione)
- 321. Heeres-Flak-Artillerie-Abteilung (321º distaccamento FlaK dell'esercito)
- 144. Kommandeur der Panzer-Nachschubtruppen (144 comando dei rinforzi di truppe corazzate)
- 144. Panzer-Pionier-Bataillon (144º battaglione corazzato del genio militare)
- 144. Panzer-Nachrichten-Kompanie (144ª compagnia corazzata comunicazioni - ex Panzer-Nachrichten-Kompanie "Holstein")
- Unità di servizi e supporto

## Decorazioni
Due soli furono i decorati della divisione: il tenente Willy Petersen con la Croce Tedesca in oro e il maggiore Willy Müller con la Croce di Cavaliere della Croce di Ferro ricevuta il 14 aprile 1945.

## Comandanti
| Nome           | Grado           | Inizio           | Fine             | Note |
| Max Fremerey   | Generalleutnant | 1º febbraio 1945 | 16 febbraio 1945 | Comandante allo stesso tempo della 233. Reserve-Panzer-Division. Ferito in combattimento il 16 febbraio 1945 |
| Ernst Wellmann | Oberst          | 16 febbraio 1945 | 30 marzo 1945    | |